# フレッチャー・ノートン (初代グラントリー男爵)

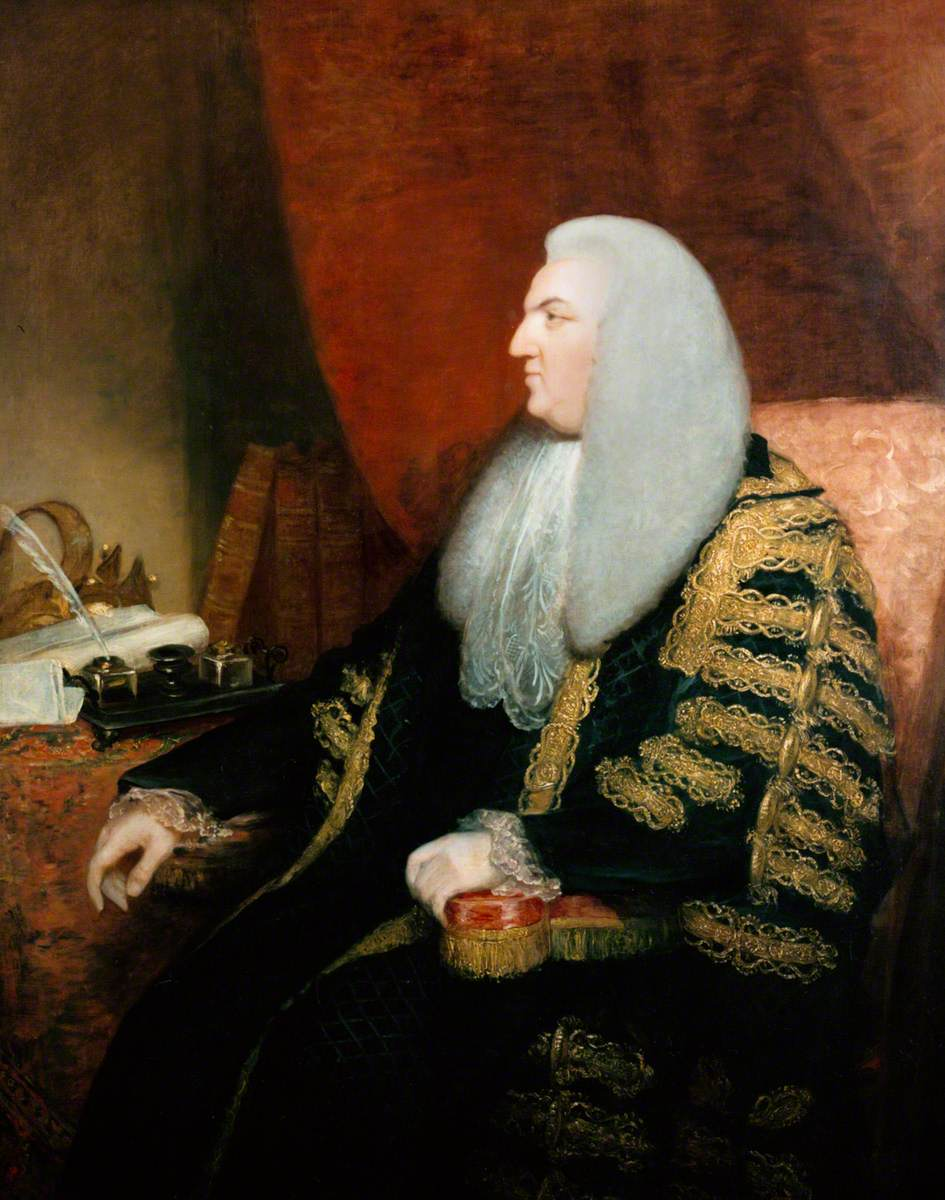
フレッチャー・ノートン、ウィリアム・ビーチー作

初代グラントリー男爵フレッチャー・ノートン（英語: Fletcher Norton, 1st Baron Grantley PC、1716年6月23日 - 1789年1月1日）は、グレートブリテン王国の法律家、政治家。1756年から1782年まで庶民院議員を務め、1770年から1780年には庶民院議長を務めた。退任後の1782年、グラントリー男爵に叙された。

## 生涯
グラントリー出身のトマス・ノートン（Thomas Norton）と妻エリザベスの長男として、1716年6月23日にグラントリーで生まれた。1734年11月14日にミドル・テンプル入りを果たし、1739年7月6日に法廷弁護士免許を取得した。その後の数年間は法務に不活発だったが、やがて開業して多くの収入を得るようになり、長年の間北部巡回裁判区を主導し、王座裁判所で活動した。1754年、勅選弁護士に選ばれた。
1754年イギリス総選挙ではアップルビー選挙区で出馬して敗れたが、選挙が無効とされたため、1756年3月の再選挙で当選した。1761年イギリス総選挙でウィガン選挙区に鞍替えして当選、1762年1月25日にナイトに叙され、ランカスター王権伯領の法務次官に任命された。1762年10月20日、オックスフォード大学の民法学博士を授与され、1763年のミカエル学期（秋学期）には法務次官としてジョン・ウィルクスへの追訴を担当（当時の法務長官は空位）したが、サー・ジョン・ラッシュアウトは追訴がノートン自らが起こしたものであり、その背景に選挙があることを指摘した。いずれにしても、ノートンは1763年12月16日に法務長官に就任した。1764年2月に一般逮捕状を違法とする法案が討議されたとき、「もし私が裁判官だったら、この法案を酔っぱらった門番によるものと同じように扱うだろう」と発言して物議を醸した。同年11月に記録長官のトマス・クラークが死去したとき、後任にノートンを任命する話が持ち上がったが、大法官のノーティントン伯爵に否決され立ち消えとなった。
1765年4月に貴族院で第5代バイロン男爵をウィリアム・チャーワース殺害の容疑で起訴したが、7月にはロッキンガム侯爵内閣の成立により罷免された。1768年イギリス総選挙ではギルフォード選挙区で立候補して当選、以降叙爵まで同選挙区で当選し続けた。1769年2月1日、ウィルクス追訴の件におけるマンスフィールド男爵の行動を弁護、19日に南トレント巡回裁判官に任命され、3月22日に枢密顧問官に任命された。1769年5月のミドルセックス選挙区の補選をめぐるウィルクスとラットレル卿ではラットレル卿の当選を宣言する議案に賛成、ジョージ・グレンヴィルと論争を繰り広げた。
1770年1月22日、ノース卿の推薦でジョン・カストの後任として庶民院議長に当選、得票数ではホイッグ党の候補より116票多かった。2月16日、議会でサー・ウィリアム・メレディスと激しく口論、庶民院秘書ジョン・ハットセルが議事録からノートンの発言を削除するよう命じたが、ノートンの発言を批判する動議が長く、白熱した討議を経てようやく否決された。1771年3月25日、庶民院議長としてブラス・クロスビーをロンドン塔送りにする令状に署名した。1772年王室婚姻法をめぐる庶民院委員会での審議では王権蔑視罪として刑罰を定めるよう主張した。1774年2月11日、ジョン・ホーン・トゥックによる、ノートンが庶民院議長として不公正に行動したと主張した手紙を討議に持ち出し、全会一致で手紙が名誉毀損であると議決した。
1774年イギリス総選挙の後、11月29日に議会が開会すると、全会一致で議長に再選された。1777年5月7日、王室費増額の法案が審議されるとき、国王ジョージ3世に対し、法案が「国王陛下ができる限りの支出をはるかに超える」王室費を与えると発言して物議を醸し、一部では批判されたが、14日にロンドンの名誉市民権を与えられる（すなわち、ロンドン市からの支援である）などの支持があったため、このときは乗り越えた。ただし、名誉市民権を与えた記録は見つかっていないという。その後も1780年のエドマンド・バークの法案など王室費をめぐる争いが続き、ついにジョージ3世がノートンが再選すべきでないと態度を明らかにするようになり、ノース卿内閣の閣僚もノートンの健康の悪化を口実に彼を推薦しなかった。その結果、1780年イギリス総選挙の後の10月31日に議会が開会すると、チャールズ・ウルフラン・コーンウォールが203票で議長に当選、ノートンは134票で落選した。11月20日、ノートンへの感謝決議が136票対96票で可決された。
1781年12月12日、対アメリカ戦争を終結させるサー・ジェームズ・ラウザーの決議に賛成する演説をして、1782年3月8日にはジョン・キャヴェンディッシュ卿の内閣不信任決議案に賛成した。1782年4月9日、マーケンフィールドのグラントリー男爵に叙され、16日に貴族院入りを果たした。叙爵の背景にはロッキンガム侯爵とシェルバーン伯爵の政争があったとされ、シェルバーン伯爵がロッキンガム侯爵の知らないところでジョン・ダニングの叙爵を働きかけて成功したためロッキンガム侯爵がノートンの叙爵を要求したという。このことはロッキンガム侯爵の政敵だったノートンの転向を意味したが、彼が貴族院の弁論に参加することは少なく、1783年のチャールズ・ジェームズ・フォックスの東インド会社法案（イギリス東インド会社の国有化法案）に反対、1784年の小ピットの東インド会社法案に賛成したことが知られているだけである。1784年3月5日に貿易と国外プランテーションに関する枢密委員会の一員に任命され、1786年8月23日に委員会が再設立されたときもその一員に任命された。1788年3月19日に東インド宣言法案（East India Declaratory Bill）の第三読会に反対したときが議会における最後の演説であり、翌1789年1月1日にリンカーンズ・イン・フィールズの自宅で死去した。

## 評価
英国人名事典はノートンを原則のなく庶民院議長には適さない人物と酷評、ホレス・ウォルポールもノートンを批判した。ナサニエル・ラクソールはノートンが庶民院議長として攻撃的で軽率であったと評した。

## 家族
1741年5月21日にグレース・チャプル（Grace Chapple、1803年10月30日没）と結婚、5男2女をもうけた。
- ウィリアム（英語版）（1742年 - 1822年）
- フレッチャー（1744年 - 1820年）
- チャプル（英語版）（1746年 - 1818年）
- エドワード（英語版）（1750年 - 1786年）
- トマス - 夭折
- グレース - 夭折
- グレース（1752年 - 1813年）